# Theodor Streicher
Theodor Streicher (* 7. Juni 1874 in Wien; † 28. Mai 1940 in Graz) war ein österreichischer Komponist.

## Leben
Als Urenkel von Andreas und Nannette Streicher und Enkel von Johann Baptist Streicher entstammte Theodor Streicher einer alteingesessenen Wiener Musiker- und Klavierbauerfamilie. Sein Vater Emil Streicher verkaufte 1896 das elterliche Unternehmen an die Gebrüder Stingl, da Theodor Streicher es nicht übernehmen, sondern sich nur als Komponist betätigen wollte.
Streicher studierte von 1895 bis 1900 Schauspiel bei Ferdinand Gregori, Gesang bei Ferdinand Jäger und Julius Kniese, Kontrapunkt und Komposition bei Heinrich Schulz-Beuthen sowie Klavier und Instrumentation bei Ferdinand Löwe. Als Komponist war er jedoch im Wesentlichen Autodidakt. Seine Dreißig Lieder aus Des Knaben Wunderhorn (1903) waren so erfolgreich, dass er als Nachfolger Hugo Wolfs und „Retter des deutschen Liedes“ gefeiert wurde.
Liedvertonungen bildeten auch in der Folgezeit den Schwerpunkt seines kompositorischen Schaffens. Allerdings nahm das öffentliche Interesse an seinen Werken schnell wieder ab, und nach 1920 wurde er kaum noch aufgeführt. Auch die 1934 von dem Musikwissenschaftler Victor Junk gegründete Theodor-Streicher-Gemeinde, die sich um die Verbreitung seines Werks bemühte, konnte daran nichts ändern.
Streicher war in erster Ehe mit Marie Potpeschnigg (1875–1915) verheiratet, der Tochter des Pianisten Heinrich Potpeschnigg, einem engen Freund des Komponisten Hugo Wolf. Mit ihr hatte er sieben Kinder, von denen einige als Musiker tätig waren. Nach Maries Tod heiratete Streicher die Dichterin Edith Thorndike (1882–1964), von der er einige Texte vertonte. Nach der Scheidung von ihr heiratete er 1925 Margarete Pap, die zwei Jahre nach der Hochzeit an Tuberkulose starb. Streicher verbrachte nach mehreren Schlaganfällen seine letzten Lebensjahre in Sanatorien bei Graz und Wien. Er starb 1940 im Grazer Stadtteil Wetzelsdorf.

## Auszeichnungen
- 1936: Musikpreis des großen österreichischen Staatspreises (Würdigungspreis)

## Werke

### Vokalwerke und Klaviermusik
Lieder
- Drei Lieder op. 1, Wien: Rättig 1895
- Vier Lieder op. 2, Wien: Rättig 1895
- Zwei Lieder op. 3, Wien: Rättig 1895
- Vier Lieder op. 4, Wien: Rättig 1895
- Ein Tongemälde für Pianoforte op. 5, Wien: Rättig 1895
- Drei Lieder op. 6, Wien: Rättig 1896
- Dreißig Lieder aus des Knaben Wunderhorn, Leipzig: Lauterbach & Kuhn 1903
- 25 Hafis-Lieder, 1908
- Michelangelo, 12 Lieder, 1922
- Schaukallieder, 1929/30

Chorwerke
- Die Schlacht bei Murten, für Bariton, Männerchor und Orchester, 1908
- Wandrers Nachtlied, für Männerchor a cappella, 1908
- Szenen u. Bilder aus Goethes Faust: Oster-Chorgesänge für Chor allein, 1913

### Kammermusik
- Sextett für 2 Violinen, Viola, Violotta, Violoncello, Kontrabass, 1912
- Gavotte und Menuett, für Violine, Viola und Violoncello, 1915

### Bearbeitungen
- Carl Loewe: Balladen Douglas, Odins Meeresritt, Herr Oluf u. a.: Instrumentierung